# الحركة الإثيوبية
الحركة الإثيوبية هي حركة دينية بدأت في أفريقيا الجنوبية في أواخر القرن الثامن عشر وأوائل القرن التاسع عشر عندما انفصلت مجموعتان عن الكنائس الأنجليكانية والميثودية. كان أحد الأسباب الرئيسية للانفصال هي الفكرة المتنامية بأن أفريقيا لم يكن لها تاريخ يذكر قبل أن يأتي البريطانيون لاستعمار الأرض، تاركين العديد من الأفارقة منزعجين من احتمالية محو تراثهم وثقافتهم من قبل قمعهم.
في وقت لاحق من القرن التاسع عشر وجد العديد من الأفارقة، الذين لقوا أنفسهم في أمريكا بسبب العبودية، العزاء في مقطع من الكتاب المقدس يتحدث عن إثيوبيا وهو الشيء الذي ربطهم بأراضيهم ومنحهم الأمل في أن يتمكن السود يومًا ما من الحكم الذاتي. لقد جعلتهم تفسيراتهم للمقطع التالي من الكتاب المقدس (مزمور 68:31) موحدين وكذلك إلى ديارهم وثقافاتهم: «سوف تمد إثيوبيا يديها إلى الرب قريبًا» (في العبرية الأصلية، ذكرت في الواقع باسم כוש كوش).
تم إعطاء المصطلح في وقت لاحق تفسيرًا أوسع بكثير من قبل بينغت سونكلر، الذي كان كتابه أنبياء البانتو في جنوب أفريقيا أول دراسة شاملة للكنائس الأفريقية المستقلة.

## التاريخ
في عام 1888، انفصل المبشر جوزيف ماثوني كانيان نابو عن الكنيسة الأنجليكانية ليشكل كنيسة أفريقيا أو الكنيسة الأفريقية، والتي كانت تتكون في الغالب من الإنجيليين السود الذين كانوا غير راضين عن سيطرة البيض على الكنيسة الأنجليكانية. تأسست كنيسة كانيان نابو بمارابستاد في بريتوريا وكانت أول كنيسة بين القبائل قام بتشكيلها وقيادتها الأفارقة في جنوب أفريقيا. أنشأ نابو الكنيسة الأفريقية لإثبات أنه يمكن أن تكون هناك كنيسة أفريقية بالكامل مبنية بدون مساعدة المبشر، كما حافظ على الأسلوب الليتورجي للعبادة والمذاهب الموجودة في الكنائس الأنجليكانية.
في عام 1892، قرر مانجينا ماكي موكون، أول رئيس سابق للقسيسين الأفارقة في بريتوريا، تشكيل فرع جديد وشكل الكنيسة الإثيوبية في جنوب أفريقيا، ويرجع هذا أساسًا إلى عدم الرضا عن الفصل العنصري في الكنيسة ونقص الزمالة بين القسيسين السود والبيض. تضمنت موعظته موضوع «أفريقيا للأفارقة»، والتي كانت فيما بعد أحد أعمدة الرابطة العالمية لتنمية الزنوج وعصبة المجتمعات الأفريقية.
تجمعت مجموعة من القادة الإنجليكانيين والميثوديين السابقين حول موكون، بما في ذلك كانيان نابو، وصمويل جيمس براندر، وجيمس ماتا دوان، وعدة أشخاص آخرين. كان اثنان من أقارب موكون، وهما كيت وشارلوت ماني تدرسان في جامعة ويلبرفورس في أمريكا، وقد كتبت كيت إلى موكون لتخبره عن الكنيسة الأسقفية الميثودية الأفريقية، التي انضمت إليها أختها شارلوت. أدى ذلك إلى اتخاذ الكنيسة الإثيوبية قرارًا بالانضمام إلى الكنيسة الأسقفية الميثودية الأفريقية في العام 1896، ثم سافر القس موكون وجيمس ماتا دوان وجي جي زابا إلى الولايات المتحدة للتفاوض بشأن الاتحاد. انتهى بهم الأمر بالتوقيع على المفاوضات ودمجوا الكنيستين بنجاح، مما سمح لأبناء جنوب أفريقيا من الرعية بالذهاب إلى أمريكا للدراسة.
بمرور الوقت، وجد دواين، الذي عمل سابقًا لبناء الكنيسة الإثيوبية، مشاكل في العلاقات بين الكنيسة وشركتها الجديدة الكنيسة الأسقفية الميثودية الأفريقية. لقد كره الحضور الأبوي لكنيسة الكنيسة الأسقفية الميثودية الأفريقية وبدأ في تأسيس أتباعه المعروفين باسم وسام إثيوبيا. كما قاد أتباع الكنيسة الإثيوبية بعيدًا إلى الطائفة الجديدة بتعاليمه التي ستتحالف مع الكنيسة الأنجليكانية في المقاطعة. يقال إن دواين فعل ذلك بسبب رغبته في أن يصبح أسقفًا داخل هذه الكنيسة، ولكنه لم يفعل ذلك أبدًا، وغادر العديد من أتباعه الأصليين عندما أدركوا أنهم سيتحالفون مع الكنيسة الأنجليكانية في المقاطعة، وهي «كنيسة بيضاء». سرعان ما أصبحت جماعة إثيوبيا تتكون في الغالب من شعب Xhosan، وكان لديها عدد قليل من الأتباع على عكس الكنيسة الإثيوبية التي انفصلوا عنها.
تزوجت شارلوت ماني من القس مارشال ماكسيكي، وقاما بعمل تبشيري للكنيسة الأسقفية الميثودية الأفريقية في جنوب أفريقيا، وفي عام 1908 أسسا معهد ويلبرفورس في ترانسفال، على غرار جامعتها الأمريكية الأم.
ومع ذلك، أصبح العديد من القادة الإثيوبيين الأصليين غير راضين عن كنيسة الكنيسة الأسقفية الميثودية الأفريقية، ووجدوا أن الهيمنة الأمريكية السوداء على قيادة الكنيسة مزعجة مثل الهيمنة البريطانية البيضاء.(1) لقد شعروا أنه لا يوجد فرق كبير بين الهيمنة الأمريكية السوداء والكنائس التبشيرية حيث كان لرواد الكنيسة الأفارقة رأي ضئيل أو معدوم في المصلين، وهذا كان السبب الكامل لتشكيل فروع جديدة للكنائس في المقام الأول. وفي عام 1904، شكل صمويل جيمس براندر الكنيسة الكاثوليكية الإثيوبية في صهيون، والتي جمعت بين الخيوط الأنجليكانية والميثودية للتقليد الإثيوبي. لقد ضمت في البداية كانيان نابو ودانيال ويليام ألكساندر بين قادتها، لكن يبدو أن كلاهما انفصلا لاحقًا لإحياء كنيسة نابو الأفريقية. وخلال الفترة من 1900 إلى 1920 تم تشكيل العديد من الطوائف الإثيوبية المختلفة، والتي كانت ورثية التقاليد الأثيوبية.

## الإثيوبية
لم تكن الإثيوبية في الحقيقة أيديولوجية أو مدرسة دينية أو برنامجًا سياسيًا. لقد كانت بالأحرى مجموعة من الأفكار والتقاليد حول كونك مسيحيًا في أفريقيا وهي أفكار وتقاليد شاركتها مجموعة من القادة المسيحيين في الفترة من 1890 إلى 1920. ركزت هذه الأفكار والتقاليد على تاريخ أفريقيا قبل الاستعمار البريطاني وعلَّمت التعاليم الأفرو-أطلسية. بمعنى أنهم جمعوا الأفكار الدينية لكل من الأوروبيين والأفارقة. لم تكن هناك حدودٌ للحركة، لكنها انحصرت في مجموعات أخرى.
وقد سبق ذكر معظم ملامح الحركة الإثيوبية:
1. استخدام اسم إثيوبيا أو إثيوبي أو كوش أو كوشي في أسماء الكنائس
2. هدف المسيحية الإفريقية الموحدة، على أساس فكرة أن «سوف تمد إثيوبيا يديها إلى الله قريبًا».
3. النظام السياسي واللاهوت الكنسي الأنجليكاني الميثودي
4. مع الانقسامات العديدة، شكل القادة الإثيوبيون شبكة وتفاعلوا مع بعضهم البعض أكثر مما فعلوا مع قادة التقاليد الأخرى

معنًى الاثيوبية الأوسع
الوصف أعلاه كان للحركة الإثيوبية نفسها، لكن الكُتاب مثل بينجت سونكلر استخدموا الإثيوبية بمعنى أوسع لتشمل جميع طوائف الكنيسة الأفريقية المستقلة التي انفصلت عن الجماعات البروتستانتية التي بدأها الغرب مثل المشيخية والتجمعية والمعمدانيين، وكذلك الأنجليكان والميثوديون.
لذلك صنف سونكلر هيئات مثل الكنيسة الإفريقية التجميعية وكنيسة تجمعي الزولو على أنها «إثيوبية»، مع أنها لم تشارك بالفعل في الحركة الإثيوبية نفسها. شكلت الكنائس المستقلة التابعة للتقليد التجمعي شبكة منفصلة عن الشبكة الإثيوبية، مع اتصال أقل بين الشبكات.

## فهرس
1. 1 2 3 4  Adejumobi, Saheed (16 Jun 2007). "Ethiopianism" (بالإنجليزية الأمريكية). Archived from the original on 2020-10-03. Retrieved 2020-11-12.
2. ↑  "Napo, Joseph Mutunye Kanyane". dacb.org. مؤرشف من الأصل في 2020-09-29. اطلع عليه بتاريخ 2020-11-12.
3. ↑  "Rev. Mangena Maake Mokone | South African History Online". www.sahistory.org.za. مؤرشف من الأصل في 2017-10-11. اطلع عليه بتاريخ 2020-11-12.
4. 1 2  "James Mata Dwane | South African History Online". www.sahistory.org.za. مؤرشف من الأصل في 2017-05-03. اطلع عليه بتاريخ 2020-11-12.
5. ↑  Spencer، William (28 أكتوبر 1999). Dread Jesus. Society for Promoting Christian Knowledge. ص. 11. ISBN:0-281-05101-1.

## روابط خارجية
- كنائس بمبادرة أفريقية-